# Serge-Henri Parisot
 (janvier 2019).
Si vous disposez d'ouvrages ou d'articles de référence ou si vous connaissez des sites web de qualité traitant du thème abordé ici, merci de compléter l'article en donnant les références utiles à sa vérifiabilité et en les liant à la section « Notes et références ».
Serge-Henri Parisot (1906-2010) est un colonel français, spécialiste du renseignement.

## Biographie
Né dans une famille de militaires, fils du général Henri Parisot, Serge-Henri Parisot passe sa petite enfance à Bar-sur-Aube. Lycéen à Paris il pratique le scoutisme et entre à Saint-Cyr (Promotion Gallieni, 1927-1929). Ensuite il est sous-lieutenant puis lieutenant éclaireur au 24e BCA.
À sa demande il rejoint la Légion étrangère, au 2e REI. Il fait partie, comme chef de section, des colonnes de pacification du Haut-Atlas en 1933. Revenu en France, il devient professeur-adjoint de géographie à Saint-Cyr. Puis il prend part à la campagne de Norvège de 1940, comme commandant de compagnie au 53e BCA. Il participe au débarquement de Norvège. Fait prisonnier par les Allemands lors du retour en France de son unité, il s’évade. Après avoir été un temps membre de la commission d'armistice franco-italienne il rejoint l’Afrique du Nord.
Il est alors désigné chef du service de surveillance des commissions d'armistice allemandes et italiennes au Maroc. Il aide au débarquement allié de Kenitra en 1942 puis, il participe aux campagnes de Tunisie, Sicile et Italie comme officier des services spéciaux.

### Officier traitant de Giuseppe Bottai
Le très important ministre de Mussolini Giuseppe Bottai se cache après la chute du régime fasciste dont il a été un hiérarque. Libéré après le 8 septembre 1943, l'ex-ministre du Duce, recherché par les belligérants des deux camps, est escamoté par des autorités ecclésiastiques du Vatican. C'est vraisemblablement le cardinal Tisserant, un ancien des services spéciaux français, qui contacte alors Parisot, fils de l'ancien attaché militaire français à Rome. 
Le chef de bataillon Serge Henri Parisot, alors chef du service de renseignement de la 1re DFL, prend donc en charge Bottai qui est hébergé puis exfiltré. Parisot devient son officier traitant et lui fait gagner l'Algérie. Pourvu de faux papiers, rajeuni de quelques années, Bottai s'engage comme légionnaire de base à Sidi Bel Abbès et il devient mitrailleur sur scout-car sur la recommandation de son sauveur. Bien des années après le colonel Parisot préfacera le livre consacré par Giuseppe Bottai à cette période.
À la fin de la campagne d'Italie, il mêlé à l'arrestation du chef de la Milice française, Joseph Darnand qui s'était déguisé en religieux et réfugié dans les montagnes.

### Carrière 1945-1960
Après une mission discrète en Albanie où il récupère les Alsaciens et Lorrains engagés de force dans l'armée allemande, le lieutenant colonel Parisot est nommé attaché militaire et de l’Air à  Bucarest , il y est correspondant du SDECE et du Renseignement militaire. Il est finalement expulsé par les autorités communistes après avoir échappé à un attentat. À son retour il devient auditeur au Collège de Défense de l’OTAN. Commandant du 22e BCA à Nice, il rejoint l'Algérie avec son unité et combat en Kabylie. De 1956 à 1958, il est chef du renseignement opérationnel en Algérie.

### L'avion de Ben Bella et l'opérationHors Jeu
En octobre 1956 les services de renseignements français en Algérie apprennent qu'un avion marocain va transporter de Rabat à Tunis les principaux chefs de la rébellion algérienne. Très vite la décision d'interception de l'appareil est prise par les responsables des "services", l'état-major de l'air étant informé mais les ministres tenus à l'écart.
Le colonel Parisot comme responsable opérationnel est à la manœuvre, l'avion est détourné sur Alger-Maison Blanche et le pilote et l'hôtesse font croire aux passagers qu'ils vont atterrir à Tunis. Le 22 octobre, à leur descente d'avion, Ben Bella, Boudiaf et quelques autres sont arrêtés par les Français.
Le scandale international fut énorme et l'affaire démontra que le pouvoir civil était marginalisé en Algérie, Max Lejeune  ayant couvert l'opération Hors Jeu a posteriori. Bien plus tard dans ses mémoires le colonel Parisot qualifiera l'action de piraterie aérienne mais sans la regretter.

### Fin de l'Algérie française
Très hostile au général de Gaulle et à sa politique algérienne, le colonel Parisot se voit privé d'un commandement effectif et est envoyé dans les Forces françaises en Allemagne pour une vague mission de liaison auprès de la Bundeswehr.
Mais en même temps il parait être le représentant de l'OAS auprès des officiers français en Allemagne. Arrêté en avril 1962, il est condamné à huit ans de prison par le Tribunal militaire. Libéré après 39 mois de prison, le colonel Parisot se fait journaliste et géographe, accomplit diverses missions pour le Secours catholique. Il rédige aussi ses Mémoires qui donnent des aperçus nouveaux sur la IIe Guerre mondiale, la campagne d'Italie et la guerre d'Algérie. Il meurt à 101 ans, commandeur de la Légion d'honneur mais sans étoiles.